# Middle East Pact
 (mai 2008).
Si vous disposez d'ouvrages ou d'articles de référence ou si vous connaissez des sites web de qualité traitant du thème abordé ici, merci de compléter l'article en donnant les références utiles à sa vérifiabilité et en les liant à la section « Notes et références ».
Le Middle East Pact (MEP) est une organisation internationale œuvrant à l'établissement d'un espace moyen-oriental uni, basé sur le respect des droits fondamentaux, sur les principes démocratiques de liberté et de solidarité, et sur la participation des principaux acteurs de la société civile du Moyen-Orient. Il vise à rassembler au Moyen-Orient les représentants des associations, des partis politiques démocratiques et des lobbyistes individuels autour d'un projet commun de construction régionale.
Basé à Paris, le MEP opère comme groupe d'étude et d'information à travers ses colloques et publications. Il travaille également comme groupe de pression à travers l'influence exercée par ses membres sur les instances décisionnaires en Europe.

## Liens
- Site du Middle East Pact (MEP)